# Uroconger lepturus
Uroconger lepturus és una espècie de peix pertanyent a la família dels còngrids.

## Descripció
- Pot arribar a fer 52 cm de llargària màxima (normalment, en fa 30).
- Nombre de vèrtebres: 210.
- Cap petit.
- Pell suau i sense escates.
- Aleta pectoral curta.
- És de color gris o marró clar, amb el ventre més clar i les aletes més fosques.[3][4][5]

## Alimentació
Menja sobretot petits crustacis bentònics.

## Hàbitat
És un peix marí, demersal i de clima tropical que viu entre 18 i 760 m de fondària.

## Distribució geogràfica
Es troba des del mar Roig i Sud-àfrica (KwaZulu-Natal) fins al Japó.

## Observacions
És inofensiu per als humans.